# Iunie 2017
Acest articol este generat integral pe baza informațiilor din articolul 2017 și este actualizat periodic de un robot.
 Editările făcute în articol vor fi șterse la următoarea actualizare! Dacă doriți să faceți modificări, editați articolul-sursă.

ianuarie -
februarie -
martie -
aprilie -
mai -
iunie -
iulie -
august -
septembrie -
octombrie -
noiembrie -
decembrie
Iunie 2017 a fost a șasea lună a anului și a început într-o zi de joi.

## Evenimente

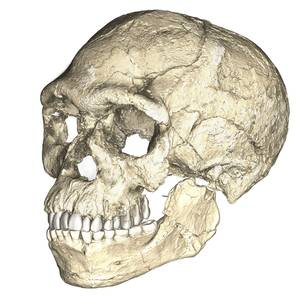
7 iunie: La Jebel Irhoud, Maroc, s-au descoperit cele mai vechi fosile de Homo sapiens testele de datare demonstrând că au între 300.000 și 350.000 ani vechime. Cele mai vechi fosile de Homo sapiens găsite anterior au aproximativ 200.000 de ani

- 1 iunie: Președintele american Donald Trump anunță retragerea Statelor Unite din Acordul de la Paris privind schimbările climatice. Acordul a intrat în vigoare în noiembrie 2016, iar Donald Trump spune că tratatul este dăunător pentru economia americană, deoarece distruge locuri de muncă și pune țara în dezavantaj. Decizia a fost criticată nu doar de liderii politici ai lumii, ci și de conducerile celor mai mari companii americane.[1][2]
- 2-11 iunie: A 16-a ediție a Festivalului Internațional de Film Transilvania.
- 3 iunie: În fotbal formația spaniolă Real Madrid CF reușește să câștige pentru a 12-a oară Liga Campionilor, învingând în finală formația italiană Juventus Torino.
- 3 iunie: Într-un atac terorist din Londra sunt ucise 7 persoane și cel puțin 48 sunt rănite după ce o camionetă a intrat în trecători pe London Bridge, iar trei bărbați au înjunghiat oameni pe străzi și în baruri. Cei trei atacatori au fost împușcați mortal de forțele de ordine după câteva minute. Acesta este al treilea atac terorist în Marea Britanie în ultimele 73 de zile.[3]
- 5 iunie: Muntenegru devine oficial cel de-al 29-lea stat membru al NATO, limita sudică a alianței desfășurându-se astfel din Portugalia  până la granița turco-siriană.[4]
- 5 iunie: Arabia Saudită, Egipt, Emiratele Arabe Unite și Bahrain au rupt relațiile cu Qatar, declanșând cea mai gravă criză diplomatică din regiune din ultimii ani. Qatar-ul a fost acuzat că destabilizează întreaga regiune prin susținerea unor grupuri teroriste islamice, printre care și Statul Islamic și al-Qaeda.[5]
- 7 iunie: Cele mai vechi fosile de Homo sapiens au fost descoperite într-o veche mină dintr-un munte izolat din Maroc, testele de datare demonstrând că au între 300.000 și 350.000 ani vechime. Cele mai vechi fosile de Homo sapiens găsite anterior au aproximativ 200.000 de ani.[6]
- 8 iunie: Alegeri generale anticipate în Regatul Unit. Partidul Conservator, aflat la putere și condus de Theresa May, a pierdut majoritatea absolută în Parlamentul de la Londra însă rămâne cel mai mare partid.
- 9 iunie: Aflat într-o vizită oficială de șase zile în Statele Unite, președintele Klaus Johannis s-a întâlnit cu președintele Donald Trump la Casa Albă. La finalul discuțiilor care au durat 45 de minute, cei doi oficiali au susținut o declarație de presă comună.[7][8]

- 10 iunie-7 iulie: A 54-a ediție a Turului Ciclist al României.
- 11 iunie: În Ucraina a intrat în vigoare decizia privind ridicarea vizelor pentru ucrainenii care călătoresc în UE. Președintele Ucrainei, Petro Poroșenko, și cel slovac, Andrej Kiska, au participat la inaugurarea unei "uși simbolice" la granița dintre cele două țări, eveniment prilejuit de ridicarea vizelor între Ucraina și țările din UE și spațiul Schengen.
- 12 iunie: În urma unui referendum consultativ în Puerto Rico 97% dintre votanți își doresc ca insula să devină cel de-al 51-lea stat al Statelor Unite ale Americii. Prezența la vot a fost însă slabă, de numai 22,7%.[9]
- 14 iunie: Într-un incendiu major la Grenfell Towers, un bloc de locuințe de 24 etaje din nord-vestul Londrei, au murit 17 persoane și cel puțin 79 au fost rănite. După ultimul bilanț sunt 79 de morți.
- 14 iunie: Comitetul Executiv al PSD a votat în unanimitate retragerea sprijinului politic pentru guvernul Grindeanu reproșându-i premierului că doar 13% din măsurile promise au fost adoptate. Premierul a anunțat că refuză să își dea demisia replicând că din cele 97 de măsuri pe care guvernul trebuia să le adopte în cele șase luni de guvernare, doar nouă au rămas neîndeplinite.[10][11][12]
- 15 iunie: Toți miniștrii cabinetului Grindeanu, cu excepția premierului și a ministrului Comunicatiilor[13], și-au depus demisiile la Secretariatul General al Guvernului.[14] Conducerea PSD a votat în unanimitate excluderea lui Sorin Mihai Grindeanu din partid și depunerea unei moțiuni de cenzură.[15] Sorin Grindeanu a anunțat că-și va da demisia după ce Liviu Dragnea va demisiona din fruntea PSD, ca asumare a faptului că acesta a numit miniștrii.[16]
- 16 iunie: În Congresul care a avut loc la Romexpo, Ludovic Orban a fost ales președinte al PNL. El a primit 3.518 voturi, în timp ce contracandiatul său, Cristian Bușoi, a fost votat de 952 delegați.[17]
- 18 iunie: Alegeri legislative în Franța, al doilea scrutin. Partidul lui Emmanuel Macron, En Marche, a câștigat cu un scor zdrobitor alegerile din Franta. Partidul a obținut minim 395 din totalul de 577 de mandate puse în joc la al doilea tur al alegerilor legislative. Partidul de dreapta Les Republicains si formațiunea UDI vor obtine 125 de mandate, iar Partidul Socialist 49. Formatiunea lui Jean-Luc Melenchon, La France Insoumise (stânga), și PCF vor avea 30 de reprezentanți în Adunarea Națională, iar Frontul Național, al lui Marine Le Pen, 8 mandate. 44,4% din alegători au votat în turul al doilea, față de 48,71% în primul scrutin (11 iunie).
- 21 iunie: Moțiunea de cenzură intitulată "România nu poate fi confiscată. Apărăm democrația și votul românilor", inițiată de parlamentarii PSD și ALDE împotriva Guvernului Sorin Grindeanu a fost aprobată cu 241 voturi „pentru” și 10 voturi „împotrivă”. Au votat doar parlamentarii PSD, ALDE și cei ai minorităților naționale; PNL și USR au fost prezenți în plen, dar nu au votat, în timp ce UDMR și PMP nu au fost prezenți. Deși de obicei votul era secret cu bile, de data asta s-a votat cu bilele la vedere. Pentru ca moțiunea să treacă, numărul minim necesar de voturi a fost de 233.[18]
- 29 iunie: Guvernul Mihai Tudose a primit votul de investitură în Parlament. 275 de aleși au votat pentru susținerea Cabinetului Tudose, în timp ce 102 parlamentari au fost împotriva noului guvern.
- 30 iunie: La Ahvaz, Iran s-a înregistrat o temperatură de  53,7 °C (128,7 °F) depășind anteriorul record de temperatură al Iranului și devenind una dintre cele mai mari temperaturi înregistrate pe Pământ.

## Decese
- 1 iunie: Paul Fister, 72 ani, actor, cascador și consilier de lupte român (n. 1944)
- 1 iunie: José Greci (n. Giuseppina Greci), 76 ani, actriță italiană (Ben-Hur), (n. 1941)
- 4 iunie: Juan Goytisolo Gay, 86 ani, jurnalist și scriitor spaniol (n. 1931)
- 4 iunie: Claudiu Stănescu, 53 ani, actor român de film și de teatru (n. 1963)
- 5 iunie: Anna Jókai, 84 ani, scriitoare, romancieră și poetă maghiară (n. 1932)
- 9 iunie: Adam West, 88 ani, actor american (n. 1928)
- 10 iunie: Abu Khattab al -Tunisi, 75 ani, jihadist și comandant militar tunisian al Statului Islamic (n. 1942)
- 11 iunie: Douglas Geoffrey Rowell, 74 ani, cleric britanic (n. 1943)
- 11 iunie: Corneliu Stroe, 67 ani, muzician român (n. 1949)
- 12 iunie: Gheorghe Gușet, 49 ani, sportiv român (aruncarea greutății), (n. 1968)
- 12 iunie: Charles Patrick Thacker, 74 ani, inginer american, pionier al informaticii (n. 1943)
- 13 iunie: Anita Pallenberg, 73 ani, actriță italiană, fotomodel și creatoare de modă (n. 1944)
- 15 iunie: Alfia Avzalova, 84 ani, cântăreață tătară și sovietică (n. 1933)
- 15 iunie: Aleksei Batalov, 88 ani, actor rus (n. 1928)
- 16 iunie: John Guilbert Avildsen, 81 ani, regizor american de film (Rocky V, Infernul, Karate Kid), (n. 1935)
- 16 iunie: Helmut Kohl (Helmut Josef Michael Kohl), 87 ani, cancelar al Republicii Federale Germania (1982-1998), (n. 1930)
- 20 iunie: Herbert H. Ágústsson, 90 ani, compozitor islandez (n. 1926)
- 22 iunie: Mao Kobayashi, 34 ani, prezentatoare TV și actriță japoneză (n. 1982)
- 27 iunie: Michael Nyqvist (Rolf Åke Mikael Nyqvist), 56 ani, actor suedez (Misiune imposibilă-Protocolul fantomă), (n. 1960)
- 29 iunie: William Sanders, 75 ani, scriitor american (n. 1942)
- 30 iunie: Simone Veil (n. Simone Jacob), 89 ani, politiciană franceză (n. 1927)